# Сан Ђервазио (Кремона)
Сан Ђервазио је насеље у Италији у округу Кремона, региону Ломбардија.
Према процени из 2011. у насељу је живело 18 становника. Насеље се налази на надморској висини од 61 м.